# Argentotennantite
La argentotennantite è un minerale.